# قائمة الأهداف المئوية في كأس العالم

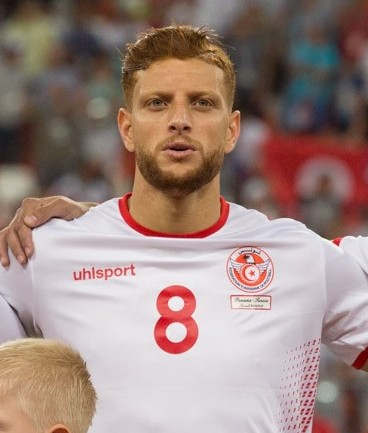
فخر الدين بن يوسف سجل الهدف رقم 2500 في تاريخ كأس العالم.

هذه قائمة عن أهم أهداف كأس العالم حسب ترتيبها. اعتبارًا من نهائي كأس العالم 2018، سجّل ما يزيد عن 1300 لاعباً ما مجموعه 2548 هدفًا في نهائيات كأس العالم. وبذلك يكون عدد الأهداف المئوية 25. الهدف الأول في تاريخ كأس العالم أحرزه الفرنسي لوسيان لوران أمام المكسيك في 13 يوليو 1930. سجل الهدف المائة بعد أربع سنوات، عندما سجل الإيطالي أنجيلو سكيافيو ضد الولايات المتحدة. أنتظرت شعوب العالم الهدف الألف لمدة 48 عامًا، حيث سجل الهولندي روب رينسينبرينك الهدف الألف في عام 1978، بتسجيله ركلة جزاء ضد اسكتلندا. بسبب الزيادة في عدد المباريات في المونديال في السنوات الأخيرة، تم تسجيل الهدف 2000 في عام 2006 من قبل السويدي ماركوس ألباك. بشكل عام، السويديون محظوظون عندما يتعلق الأمر بالأهداف المئوية، ثلاثة من الأهداف المئوية سجله لاعبين من السويد (300، 1400، 2000). الهدف رقم 1800 سجله البرتغالي بيتو عام 2002 ضد الولايات المتحدة. بعد اثني عشر عامًا، في عام 2014، التقى الفريقان مرة أخرى. هذه المباراة لم تخلو من هدف مئوي، فقد سجل الأمريكي جيرمين جونز الهدف رقم 2300 في تاريخ المونديال. في عام 1998، سجل الجنوب أفريقي بيير عيسى هدفه في مباراة ضد المنتخب الفرنسي. هذا هو هدف الذاتي مرماه الوحيد من بين الأهداف المئوية.

## القائمة
| رقم الهدف | التاريخ         | المسابقة               | اللاعب                      | المنتخب          | الخصم            | الهدف | النتيجة                | المصادر                     |
| --------- | --------------- | ---------------------- | --------------------------- | ---------------- | ---------------- | ----- | ---------------------- | --------------------------- |
| 1         | 13 يوليو 1930   | 1930، الأرغواي         | لوسيان لوران                | فرنسا            | المكسيك          | 0-1   | 1-4                    | [ 5 ]                       |
| 100       | 27 مايو 1934    | 1934، إيطاليا          | أنجيلو سكيافيو              | إيطاليا          | الولايات المتحدة | 1-5   | 1-7                    | [ 1 ] [ 2 ] [ 3 ] [ 4 ]     |
| 200       | 12 يونيو 1938   | 1938، فرنسا            | هاري اندرسون                | السويد           | كوبا             | 0-8   | 0-8                    | [ 1 ] [ 2 ] [ 3 ] [ 4 ]     |
| 300       | 13 يوليو 1950   | 1950، البرازيل         | فرانسيسكو أرامبورو          | البرازيل         | إسبانيا          | 0-4   | 1-6                    | [ 1 ] [ 2 ] [ 3 ] [ 4 ]     |
| 400       | 23 يونيو 1954   | 1954، سويسرا           | ماكس مورلوك                 | ألمانيا          | تركيا            | 1-6   | 2-7                    | [ 1 ] [ 2 ] [ 3 ] [ 4 ]     |
| 500       | 11 يونيو 1958   | 1958، السويد           | بوبي كولنز                  | إسكتلندا         | باراغواي         | 3-2   | 3-2                    | [ 1 ] [ 2 ] [ 3 ] [ 4 ]     |
| 600       | 6 يونيو 1962    | 1962، تشيلي            | درازين يركوفيتش             | يوغوسلافيا       | الأوروغواي       | 1-3   | 1-3                    | [ 1 ] [ 2 ] [ 3 ] [ 4 ]     |
| 700       | 15 يوليو 1966   | 1966، أنجلترا          | باك سيونغ زين               | كوريا الشمالية   | تشيلي            | 1-1   | 1-1                    | [ 1 ] [ 2 ] [ 3 ] [ 4 ]     |
| 800       | 7 يونيو 1970    | 1970، المكسيك          | جيرد مولر                   | ألمانيا          | بلغاريا          | 2-5   | 2-5                    | [ 1 ] [ 2 ] [ 3 ] [ 4 ]     |
| 900       | 23 يونيو 1978   | 1978، الأرجنتين        | هيكتور يازالدي              | الأرجنتين        | هايتي            | 0-1   | 1-4                    | [ 1 ] [ 2 ] [ 3 ] [ 4 ]     |
| 1000      | 11 يونيو 1978   | 1978، الأرجنتين        | روب رينسينبرينك (ضربة جزاء) | هولندا           | إسكتلندا         | 0-1   | 3-2                    | [ 1 ] [ 2 ] [ 3 ] [ 4 ]     |
| 1100      | 19 يونيو 1982   | 1982، أسبانيا          | سيرجي بالتاشا               | الاتحاد السوفيتي | نيوزيلندا        | 0-3   | 0-3                    | [ 1 ] [ 2 ] [ 3 ] [ 4 ]     |
| 1200      | 1 يونيو 1986    | 1986، المكسيك          | جان بيير بابان              | فرنسا            | كندا             | 0-1   | 0-1                    | [ 1 ] [ 2 ] [ 3 ] [ 4 ]     |
| 1300      | 18 يونيو 1986   | 1986، المكسيك          | غاري لينيكر                 | إنجلترا          | باراغواي         | 0-3   | 0-3                    | [ 1 ] [ 2 ] [ 3 ] [ 4 ]     |
| 1400      | 20 يونيو 1990   | 1990، إيطاليا          | يوني إكستروم                | السويد           | كوستاريكا        | 0-1   | 2-1                    | [ 1 ] [ 2 ] [ 3 ] [ 4 ]     |
| 1500      | 25 يونيو 1994   | 1994، الولايات المتحدة | كلاوديو كانيجيا             | الأرجنتين        | نيجيريا          | 1-1   | 1-2                    | [ 1 ] [ 2 ] [ 3 ] [ 4 ]     |
| 1600      | 12 يونيو 1994   | 1998، فرنسا            | بيير عيسى (في مرماه)        | جنوب إفريقيا     | فرنسا            | 2-0   | 3-0                    | [ 1 ] [ 3 ] [ 4 ] [ 8 ]     |
| 1700      | 25 يونيو 1998   | 1998، فرنسا            | سلوبودان كوملينوفيتش        | يوغوسلافيا       | الولايات المتحدة | 0-1   | 0-1                    | [ 1 ] [ 3 ] [ 4 ] [ 8 ]     |
| 1800      | 5 يونيو 2002    | 2002، كوريا\اليابان    | بيتو                        | البرتغال         | الولايات المتحدة | 3-1   | 3-2                    | [ 3 ] [ 4 ] [ 9 ] [ 10 ]    |
| 1900      | 18 يونيو 2002   | 2002، كوريا\اليابان    | كريستيان فييري              | إيطاليا          | كوريا الجنوبية   | 0-1   | 2-1 (وقت إضافي)        | [ 3 ] [ 4 ] [ 10 ] [ 11 ]   |
| 2000      | 20 يونيو 2006   | 2006، ألمانيا          | ماركوس ألباك                | السويد           | إنجلترا          | 1-1   | 2-2                    | [ 3 ] [ 4 ] [ 12 ] [ 13 ]   |
| 2100      | 17 يونيو 2010   | 2010، جنوب أفريقيا     | خافيير هيرنانديز            | المكسيك          | فرنسا            | 0-1   | 0-2                    | [ 4 ] [ 14 ] [ 15 ] [ 16 ]  |
| 2200      | 6 يوليو 2010    | 2010، جنوب أفريقيا     | أرين روبين                  | هولندا           | الأوروغواي       | 1-3   | 2-3                    | [ 4 ] [ 17 ] [ 16 ]         |
| 2300      | 22 يونيو 2014   | 2014، البرازيل         | جيرمين جونز                 | الولايات المتحدة | البرتغال         | 1–1   | 2–2                    | [ 16 ]                      |
| 2400      | 16 يونيو 2018   | 2018، روسيا            | لوكا مودريتش                | كرواتيا          | نيجيريا          | 0-2   | 0-2                    | [ 18 ] [ 19 ]               |
| 2500      | 28 يونيو 2018   | 2018، روسيا            | فخر الدين بن يوسف           | تونس             | بنما             | 1–1   | 2–1                    | [ 20 ] [ 21 ] [ 22 ] [ 23 ] |
| 2600      | 26 نوفيمبر 2022 | 2022، قطر              | روبرت ليفاندوفسكي           | بولندا           | السعودية         | 2 - 0 | 2 - 0                  | [24]                        |
| 2700      | 9 ديسمبر 2022   | 2022، قطر              | ليونيل ميسي                 | الأرجنتين        | هولندا           | 2 - 1 | 2-2 (4 - 3 ضربات جزاء) | [25]                        |